# Chamaepetes goudotii
Chamaepetes goudotii là một loài chim trong họ Cracidae.